# Симбионистская армия освобождения

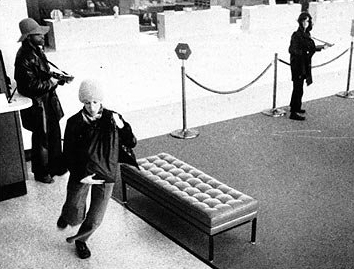
Члены С. А. О. (слева направо): Дональд ДеФриз, Патрисия Солтысик (на переднем плане), Патрисия Хёрст во время ограбления банка «Хиберния» (Сан-Франциско, Калифорния). Кадры видеонаблюдения внутри банка от 15 апреля 1974.

Симбионистская армия освобождения (англ. Symbionese Liberation Army, SLA) — леворадикальная террористическая организация, действовавшая в США с 1973 по 1975 г. Группа совершила ряд ограблений банков, два убийства и ряд других актов насилия. Получила всемирную известность благодаря взятию в заложники Патрисии Хёрст — внучки Уильяма Хёрста — американского миллиардера и газетного магната, присоединившейся к С.А.О.

## Убеждения и символика
Название организации связано с термином «симбиоз» в смысле гармоничного сосуществования людей.
Хотя S.L.A. относила себя к лидерам чёрной революции, Дональд Дефриз был единственным афроамериканцем в группе. После гибели Дефриза группа попыталась пригласить в лидеры другого афроамериканца, — только что освободившегося из тюрьмы основателя «Чёрной Герильи» Дока Холидэя (англ. Doc Holiday), — на что получила отказ.
На флаге S.L.A. изображена семиглавая кобра, головы которой символизируют umoja (единство), kujichagulia (самоопределение), ujima (работа в коллективе и ответственность), ujamaa (кооперативная экономика), nia (стремление), kuumba (творчество) и imani (вера) (слова на языке суахили).

## История
S.L.A. была создана в августе 1973 года группой леворадикалов в Калифорнии. 6 ноября 1973 года боевики S.L.A. стреляли отравленными пулями в инспектора городских школ Окленда Маркуса Фостера, который проводил политику администрации Окленда по введению принудительной идентификации студентов и созданию в каждом колледже постов полицейской охраны. Фостер был убит, а сопровождавший его заместитель Форстера Роберт Блэкберн был ранен и лишь чудом выжил. На следующий день в заявлении в СМИ S.L.A. взяла на себя ответственность за это нападение.
10 января 1974 года в ходе рутинной дорожной проверки полиция города Конкорда остановила минивэн, в котором члены S.L.A. Джо Ремиро и Рассел Литтл перевозили агитационные листовки. Они выскочили из машины и открыли огонь. После короткой перестрелки Литтл был ранен и сдался, а Ремиро скрылся, но спустя несколько часов также был задержан. При нем обнаружили пистолет, из которого стреляли в Фостера. Все это произошло в нескольких кварталах от конспиративной квартиры S.L.A., поэтому симбионисты срочно перебрались на другую конспиративную квартиру, после чего подожгли покинутый ими дом. Однако пожар быстро был потушен, и полиция получила ряд улик.
4 февраля 1974 года S.L.A. похитила Патрисию Хёрст — внучку миллиардера Уильяма Хёрста. От её отца Рэндольфа Херста в качестве условия её освобождения потребовали, чтобы он потратил значительную сумму на покупку и бесплатное распределение пищи всем желающим. В результате 19 февраля 1974 года корпорация «Херст» создала программу «Нуждающиеся», в рамках которой планировалось накормить 100 тыс. человек в течение года, потратив 2 млн. долларов. Но S.L.A. потребовала, чтобы на бедных было потрачено как минимум 6 млн. долларов. В первый же день раздачи еды у пунктов выдачи возникла давка, несколько человек серьезно пострадали, а еда оказалась очень низкого качества. Рэндольф Херст был вынужден принести извинения. 2 апреля S.L.A. проинформировала, что в течение 72 часов будет сообщено точное место и время освобождения Патриции Херст. Однако она заявила, что приняла решение присоединиться к S.L.A.
17 мая 1974 года в офис департамента полиции Лос-Анджелеса анонимным звонком было сообщено, что большая группа вооруженных людей собралась в доме 1466 по 54-й Ист Стрит. Через 20 минут не менее 400 полицейских в сопровождении агентов ФБР и пожарных окружили это здание. Командир отряда SWAT через мегафон потребовал от людей в здании выйти с поднятыми руками. Когда дом покинули несколько человек, не имевших отношение к симбионистам, полиция выпустила в окна здания несколько гранат со слезоточивым газом. В ответ боевики S.L.A. открыли огонь по полиции. В ходе двухчасовой перестрелки было сделано не менее 9 тыс. выстрелов, но ни один полицейский не пострадал. Затем здание загорелось (позже власти заявили, что пуля попала в привезенную симбионистами емкость с горючей смесью). Через заднюю дверь выбрались Камилла Холл и Нэнси Лин Перри, которых застрелила полиция. В подвале сгоревшего здания были обнаружены обезображенные огнем тела 4 человек, которых позже идентифицировали как Дональда Дефриза, Уильяма Вульфа, Патрисию Солтысик и Анджелу Этвуд.
Выжившие члены S.L.A. Эмили и Уильям Харрисы и Патрисия Херст скрывались в разных штатах США, но затем вернулись в Калифорнию. 
21 апреля 1975 года они ограбили банк «Крокер», при этом одна из клиенток банка была убита. Полиции понадобилось почти полгода, чтобы напасть на их след; им это удалось сделать после неудачной попытки одной из новых членов организации Кэтлин Солиа взорвать полицейский автомобиль. 18 сентября 1975 года на конспиративной квартире в Сан-Франциско полиция задержала обоих Харрисов, Патрисию Херст и Вэнди Ёшимура. 
Патрисия Херст была признана виновной в ограблении банка «Хиберния» и приговорена к 7 годам тюрьмы. Она отбыла 22 месяца, после чего была помилована. Джо Ремиро и Уильям Литтл были приговорены к пожизненному заключению за убийство Маркуса Фостера, но затем приговор Литтлу был пересмотрен, и он был реабилитирован. Уильям и Эмили Харрисы получили по 8 лет тюрьмы за похищение Патрисии Херст и полностью отбыли это наказание. Остальные выжившие члены S.L.A. также получили различные сроки заключения.

## Участники
Сформировавшаяся на волне протестных настроений, вызванных войной во Вьетнаме, САО объединяла «нескольких молодых, эгоцентричных, страдающих комплексом вины, эмоционально и психологически травмированных белых женщин». САО вербовала новых сторонниц в школах и университетах, а также в местах заключения.

### Основатели группы
- Рассел Литтл (англ. Russell Little, псевдонимы: Оцеола, Оси). Арестован и приговорён к первому сроку за совершённое группой убийство Маркуса Фостера, затем пойман при попытке побега из тюрьмы и приговорён к пожизненному заключению в апреле 1975. В 1981 году приговор был пересмотрен и Литтл был оправдан.
- Джозеф Ремиро (англ. Joseph Remiro, псевдоним Бо). Первоначально арестован и приговорён к первому сроку вместе с Расселом Литтлом, с которым также пытался бежать из тюрьмы и был приговорён к пожизненному заключению в апреле 1975. Отбывает приговор в Сан-Квентине. В 1974 S.L.A. пыталась обменять их обоих на захваченную в заложники Патрисию Хёрст.
- Дональд Дефриз (англ. Donald DeFreeze), псевдоним фельдмаршал Синкю́ (англ. Cinque) — первый лидер S.L.A., беглый заключённый, единственный темнокожий участник группы, 17 мая 1974 г. сгорел заживо вместе с 5 другими членами во время осады полицией штаб-квартиры в Лос-Анджелесе (Калифорния), возраст на момент смерти — 30 лет;
- Уильям Вулф (англ. William (Willie) Wolfe), псевдоним «Куджо́» (англ. Cujo) — погиб 17 мая 1974 года при осаде штаб-квартиры, возраст на момент смерти — 23 года;
- Анжела Этвуд (англ. Angela Atwood), псевдоним генерал Джели́на (англ. Gelina) — задохнулась от дыма 17 мая 1974 года при осаде штаб-квартиры, возраст на момент смерти — 25 лет;
- Патрисия Солтысик (англ. Patricia Soltysik, псевдонимы: Mizmoon Soltysik, Зоя) — задохнулась от дыма 17 мая 1974 года при осаде штаб-квартиры, возраст на момент смерти — 29 лет;
- Камилла Холл (англ. Camilla Hall, псевдоним Габи) — застрелена 17 мая 1974 года при осаде штаб-квартиры, возраст на момент смерти — 29 лет;
- Ненси-Лин Перри (англ. Nancy Ling Perry), псевдоним «Фахи́за» (англ. Fahizah) — застрелена 17 мая 1974 года при осаде штаб-квартиры, возраст на момент смерти — 26 лет;
- Эмили Харрис (англ. Emily Harris, псевдоним Yolanda) — арестована 18 сентября 1975 года вместе с Патрисией Хёрст во время облавы ФБР, осуждена за ряд преступлений совершённых в составе SLA, по освобождении из тюрьмы работала программистом, затем в 2002 была осуждена повторно за убийство Мирны О́псал (англ. Myrna Opsahl) при ограблении банка в составе SLA в 1975 году, вышла на свободу после 8-летнего заключения;
- Уильям Харрис (англ. William Harris, псевдоним «генерал Tи́кo» (англ. Teko) — бывший муж Эмили Харрис, после гибели Дефриза стал лидером группировки и получил псевдоним «фельдмаршал Тико», арестован 18 сентября 1975 года вместе с Патрисией Хёрст во время облавы ФБР, осуждён за ряд преступлений SLA, освободился из тюрьмы вместе с Эмили Харрис, затем в 2002 осуждён повторно за участие в убийстве Мирны Опсал.

### Присоединившиеся после похищения Патрисии Херст
- Патрисия Хёрст (Таня, Пёрл)
- Венди Ёшимура (англ. Wendy Yoshimura), бывшая участница калифорнийской радикальной группировки Революционная Армия (англ. Revolutionary Army), занимавшейся взрывами нежилых объектов под руководством en:Willie Brandt, арестована 18 сентября 1975 года вместе с Патрисией Хёрст во время облавы ФБР, отпущена на свободу в обмен на дачу свидетельских показаний о деятельности SLA, художник-акварелист, живёт в северном Окланде (Калифорния);
- Кетлин Солиа (англ. Kathleen Soliah, Sara Jane Olson) — бывшая подруга Этвуд, присоединилась к SLA после её гибели, была осуждена дважды, второй раз в 2002 за участие в убийстве Мирны Опсал;
- Джим Килгор (англ. James (Jim) Kilgore), с 1975 до ноября 2002 находился в бегах, за это время стал профессором Кейптаунского университета и написал школьный учебник по истории под псевдонимом «Чарльз Уильям Пэйп» англ. Charles William Pape, в ноябре 2002 арестован в ЮАР[5], осуждён в 2004 на 54 месяца лишения свободы за участие в убийстве Мирны Опсал, подделку документов и хранение взрывчатки, обнаруженной в его квартире в 1975 году, 10 мая 2009 был выпущен из тюрьмы в Калифорнии, самый последний из выпущенных на свободу участников SLA, за исключением Ремиро, отбывающего пожизненное тюремное заключение;
- Стивен Солиа (англ. Steven Soliah), брат Кетлин Солиа;
- Майкл Бортин (англ. Michael Bortin).

### Союзники и симпатизирующие
- Josephine Soliah (Джозефина Солиа) — сестра Кетлин Солиа;
- Bonnie Jean Wilder, Seanna, Sally (друзья Remiro), Bridget — все перечисленные упомянуты в книге Hearst «Every Secret Thing» как потенциальные участники.
- Micki и Jack Scott — арендовали дом, в котором скрывались члены SLA, на срок, чтобы написать книгу.
- James Michael Hamilton III (минёр) — изготовитель взрывчатых устройств. Умер в 2001 году.